# آگوسته لاکوم
آگوسته لاکوم (انگلیسی: Auguste Lacome؛ ۲۵ اکتبر ۱۸۲۱ – ۱۱ نوامبر ۱۸۸۸) بود. یک فرانسوی مهاجر و تاجری در دولت محلی نیومکزیکو بود. وی برادر ژان باپتیست (خوان باتیستا) لاکوم است؛ که یک محقق سفیدپوست بود.

## زندگی‌نامه
آگوسته در شهر اوردیزان که واقع در مرز اسپانیا و فرانسه است متولد شد. پدرش یک سرگرد بود و الکسیس دولیک پدر بزرگ مادرش در انقلاب فرانسه به نام آزادی، برادری و برابری شرکت داشت. او در ۶ اوت ۱۸۴۲ از بوردو به قصد آمریکا فرانسه را ترک کرد و قبل از استقرار در نیو مکزیکو در ۹ سپتامبر ۱۸۴۲ وارد تالما در ایالت نیواورلئان شد.

## خانواده

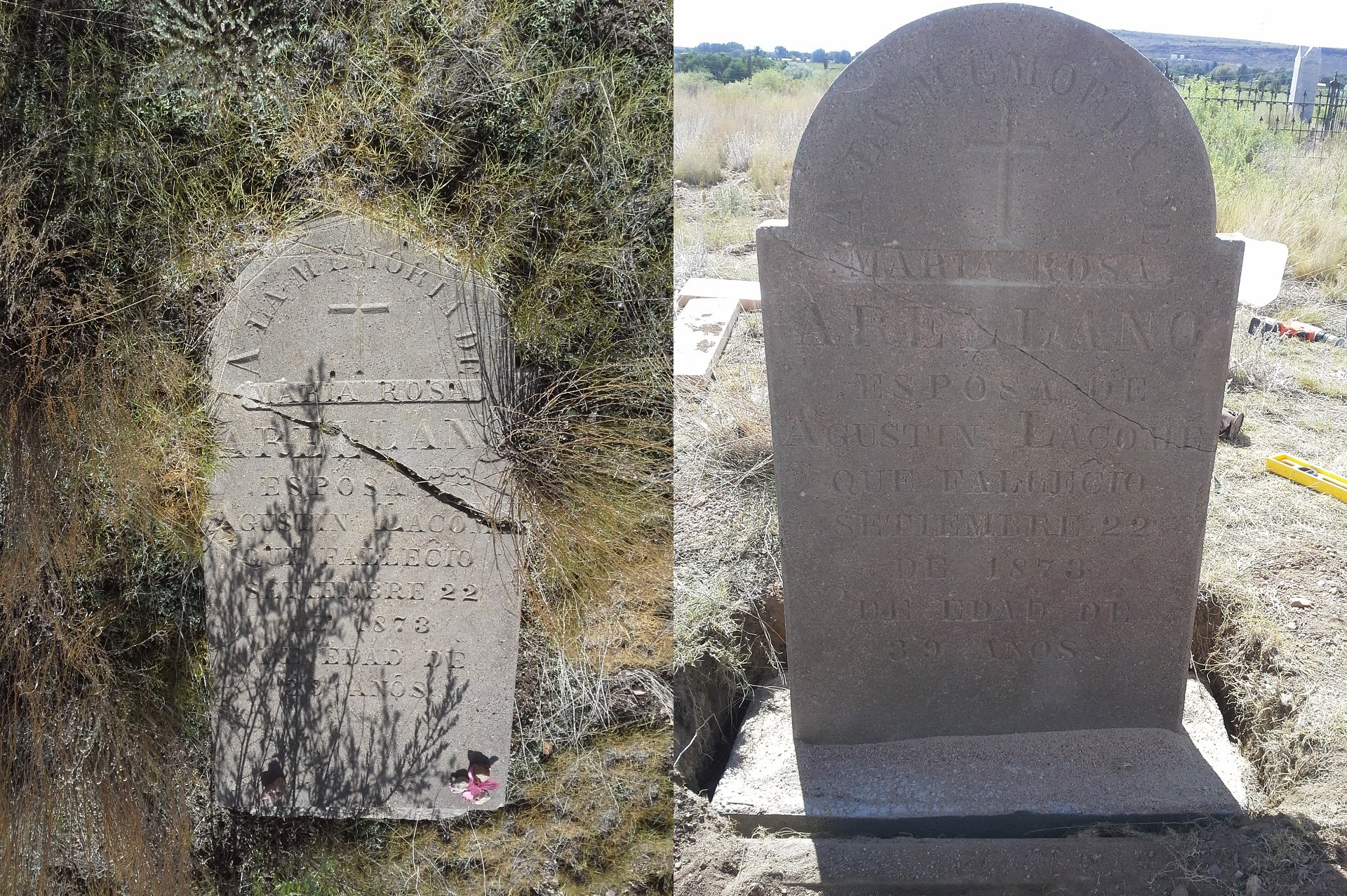
درآرامگاه ماریا روزا، آیرالانو سن لوئیس، بر روی کتیبه حک شده نوشته‌است: به یاد ماریا روزا آریلانو، همسر آگوستین لاکوم، که در سن ۲۲ سپتامبر ۱۸۷۳ در سن ۳۹ سالگی درگذشت.

آگوسته با ماریا روزا آریلانو در تاریخ ۲۶ آوریل ۱۸۵۵ در لوس دلورس در آریو هوندو ازدواج کرد. ماریا روسا در سال ۱۸۳۳ قبل از جنگ مکزیکی و آمریکایی. در مکزیک در سانتا فو نیومکزیکو متولد شد. مادربزرگش به نام جوزفا لا آپاچی معروف بود، وی در حالی که خانواده لاکوم در سنت لوئیس، کلرادو زندگی می‌کردند، درگذشت.